# Thuần hóa

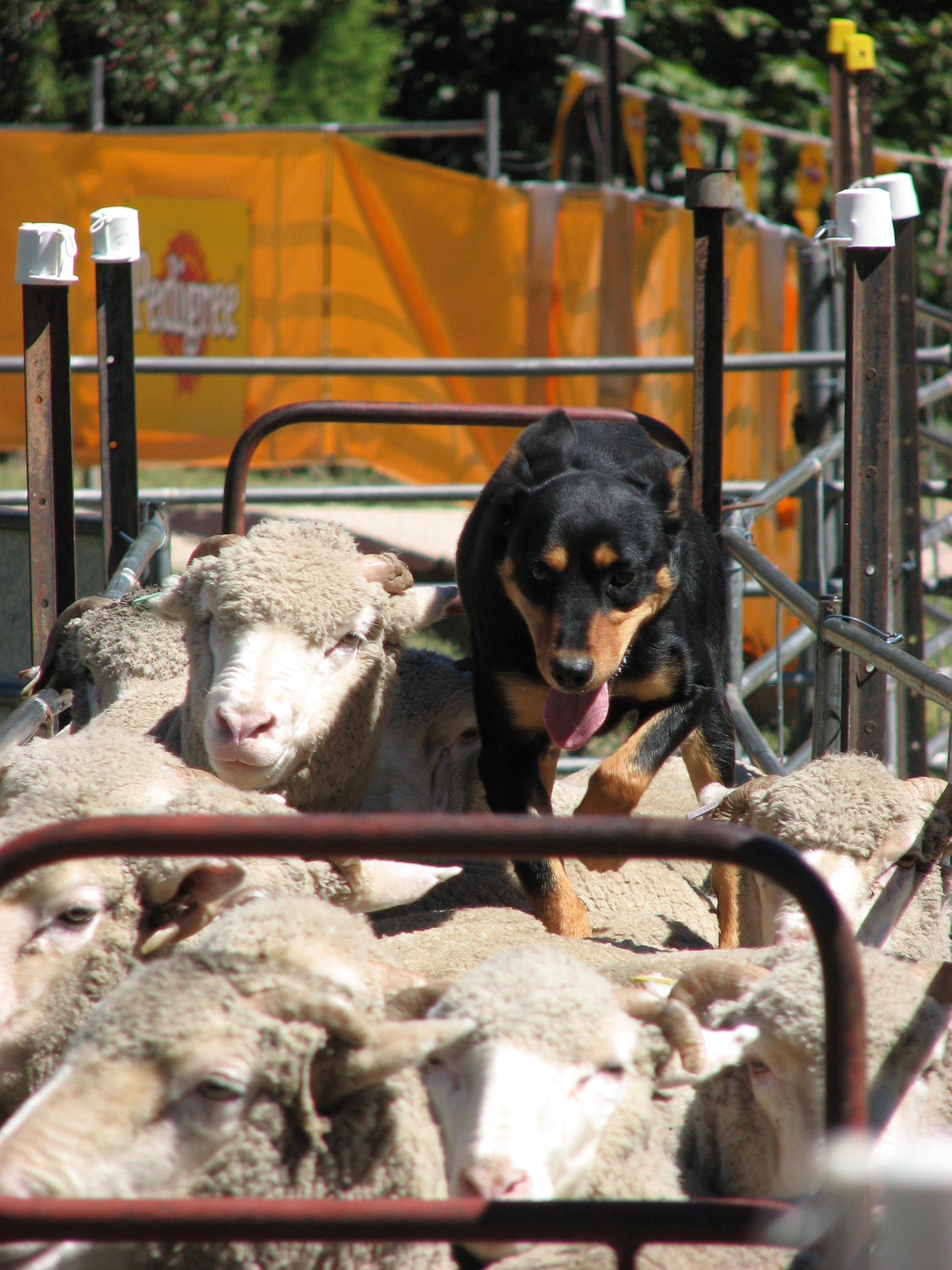
Chó và cừu cùng là những động vật đầu tiên được thuần hóa.

Thuần hóa là cách thức mà nhờ đó một số lượng động vật hoặc thực vật qua sự chọn lọc nhân tạo, trở thành lương thực dự trữ và chịu sự điều khiển của con người. Thực vật được thuần hóa chủ yếu để phục vụ nhu cầu thẩm mỹ trong và xung quanh nhà thường được gọi là cây cảnh, trong khi những loài được loài người thuần hóa để sản xuất thực phẩm với quy mô lớn thường được gọi là cây trồng.
Những giống-loài thuần hóa (Domesticated species) đã được làm quen thích ứng với con người qua nhiều thế hệ, nhằm phục vụ một mục đích nào đó của con người. Việc thuần hoá các loài động thực vật hoang dã của con người đã có từ rất lâu trên Trái Đất và có một tác động quan trọng đến môi trường, cả hướng tích cực lẫn tiêu cực.

## Tổng quan
Hiện đang tồn tại cuộc tranh luận trong cộng đồng khoa học nhằm giải thích quá trình thuần hóa diễn ra như thế nào. Một số nhà nghiên cứu cung cấp bằng chứng cho rằng chọn lọc tự nhiên, nơi đột biến ngoài tầm kiểm soát của con người khiến một số cá thể của một loài tương thích hơn hay đồng hành với cuộc sống của con người. Những người khác chỉ ra rằng việc lựa chọn giống có kiểm soát có vai trò lớn trong việc thay đổi loài kết hợp với thuần hóa. Các loại này không loại trừ lẫn nhau và có khả năng là chọn lọc tự nhiên và chọn lọc nhân tạo đều đóng một vai trò trong quá trình thuần hoá trong suốt lịch sử. Dù bằng cách nào, một quá trình thuần hóa đều kết hợp nhiều yếu tố. Việc thuần hóa lúa mì là một ví dụ về điều này. Lúa mì hoang tự gieo hạt rơi xuống mặt đất khi đã chín, nhưng lúa mì đã thuần hóa vẫn còn hạt trên thân khi chín. Có bằng chứng rằng sự thay đổi quan trọng này là một kết quả của đột biến ngẫu nhiên. Hạt của cây lúa mì với đột biến này chỉ được thu hoạch và trở thành hạt giống cho vụ tiếp theo. Lúa mì này đem lại nhiều hữu ích hơn cho nông dân và trở thành cơ sở cho các chủng khác nhau của lúa mì thuần hóa.

## Xấp xỉ thời gian và địa điểm thuần hóa
Bằng chứng khảo cổ gần đây ở Síp cho thấy việc thuần hóa loài mèo có lẽ từ 9500 TCN.
| Loài                                         | Thời gian        | Địa điểm                                 |
| -------------------------------------------- | ---------------- | ---------------------------------------- |
| Chó (Canis lupus familiaris)                 | 15000 TCN        | Đông Á và châu Phi                       |
| Cừu (Ovis orientalis aries)                  | giữa 9-11000 TCN | Tây Nam Á                                |
| Dê (Capra aegagrus hircus)                   | 10000 TCN        | Iran                                     |
| Lợn (Sus scrofa domestica)                   | 9000 TCN         | Cận Đông, Trung Quốc                     |
| Bò (Bos primigenius taurus)                  | 8000 TCN         | Ấn Độ, Trung Đông, và Châu Phi hạ Sahara |
| Mèo (Felis catus)                            | 7500 TCN         | Síp và Cận Đông                          |
| Gà (Gallus gallus domesticus)                | 6000 TCN         | Ấn Độ và Đông Nam Á                      |
| Guinea pig (Cavia porcellus)                 | 5000 TCN         | Peru                                     |
| Lừa (Equus africanus asinus)                 | 5000 TCN         | Ai Cập                                   |
| Vịt (Anas platyrhynchos domesticus)          | 4000 TCN         | Trung Quốc                               |
| Trâu (Bubalus bubalis)                       | 4000 TCN         | Ấn Độ, Trung Quốc                        |
| Ngựa (Equus ferus caballus)                  | 4000 TCN         | Thảo nguyên Á-Âu                         |
| Lạc đà một bướu (Camelus dromedarius)        | 4000 TCN         | Bán đảo Ả Rập                            |
| Lạc đà không bướu (Lama glama)               | 3500 TCN         | Peru                                     |
| Tằm/Ngài (Bombyx mori)                       | 3000 TCN         | Trung Quốc                               |
| Tuần lộc (Rangifer tarandus)                 | 3000 TCN         | Nga                                      |
| Bồ câu (Columba livia)                       | 3000 TCN         | Khu vực Địa Trung Hải                    |
| Ngỗng (Anser anser domesticus)               | 3000 TCN         | Ai Cập                                   |
| Lạc đà hai bướu (Camelus bactrianus)         | 2500 TCN         | Trung Á                                  |
| Bò Tây Tạng (Bos grunniens)                  | 2500 TCN         | Tây Tạng                                 |
| Bò banteng (Bos javanicus)                   | Chưa xác định    | Đông Nam Á, Đảo Java                     |
| Gayal (Bos gaurus frontalis)                 | Chưa xác định    | Đông Nam Á                               |
| Alpaca (Vicugna pacos)                       | 1500 TCN         | Peru                                     |
| Chồn sương (Mustela putorius furo)           | 1500 TCN-        | Châu Âu                                  |
| Ngan bướu mũi/Vịt xiêm (Cairina momelanotus) | Chưa xác định    | Nam Mỹ                                   |
| Gà Phi                                       | Chưa xác định    | Châu Phi                                 |
| Cá chép                                      | Chưa xác định    | Đông Á                                   |
| Gà tây                                       | 500 TCN          | México                                   |
| Cá vàng                                      | Chưa xác định    | Trung Quốc                               |
| Thỏ châu Âu                                  | 1600 TCN         | Châu Âu                                  |